# Bricolages
 (juin 2017).
Si vous disposez d'ouvrages ou d'articles de référence ou si vous connaissez des sites web de qualité traitant du thème abordé ici, merci de compléter l'article en donnant les références utiles à sa vérifiabilité et en les liant à la section « Notes et références ».
Pour l'album d'Amon Tobin, voir Bricolage (album). Pour l'activité de loisir, voir Bricolage.
Albums de Ryūichi Sakamoto
Insen
(2005) utp_
(2008)
Bricolages est un album de musique réalisé par le pianiste et compositeur japonais Ryūichi Sakamoto, paru en 2006.
Il contient des remix de morceaux de l'album Chasm (2004).
Sorti initialement au Japon, il contient un titre supplémentaire par rapport à l'édition américaine parue ultérieurement.

## Liste des titres
Toute la musique est composée par Ryūichi Sakamoto.
| 1.    | War & Peace (Aoki Takamasa remix)       | 5:30 |
| 2.    | Undercooled (Skuli Sverrisson remix)    | 5:35 |
| 3.    | War & Peace (Cornelius remix)           | 5:20 |
| 4.    | 20 mSEC. (Fennesz remix)                | 5:18 |
| 5.    | Undercooled (Alva Noto remodel)         | 4:44 |
| 6.    | World Citizen (Taylor Deupree remix)    | 5:55 |
| 7.    | Only Love Can Conquer Hate (Snd. remix) | 7:03 |
| 8.    | Seven Samurai (Richard Devine remix)    | 8:17 |
| 9.    | Word (Rob Da Bank & Mr. Dan remix)      | 4:22 |
| 10.   | 20 mSEC. (Craig Armstrong remix)        | 5:36 |
| 11.   | NGO/Bitmix (Slicker remix)              | 4:47 |
| 12.   | Break With (Steve Jansen remix)         | 7:12 |
| 13.   | Motopiate (Thomas Knak remix)           | 4:11 |
| 73:50 |                                         |      |

| Titre bonus - Édition japonaise (Warner Music Japan, 24 mars 2006) | Titre bonus - Édition japonaise (Warner Music Japan, 24 mars 2006) | Titre bonus - Édition japonaise (Warner Music Japan, 24 mars 2006) | Titre bonus - Édition japonaise (Warner Music Japan, 24 mars 2006) | Titre bonus - Édition japonaise (Warner Music Japan, 24 mars 2006) | Titre bonus - Édition japonaise (Warner Music Japan, 24 mars 2006) | Titre bonus - Édition japonaise (Warner Music Japan, 24 mars 2006) | Titre bonus - Édition japonaise (Warner Music Japan, 24 mars 2006) | Titre bonus - Édition japonaise (Warner Music Japan, 24 mars 2006) | Titre bonus - Édition japonaise (Warner Music Japan, 24 mars 2006) |
| No                                                                 | Titre                                                              | Durée                                                              |                                                                    |                                                                    |                                                                    |                                                                    |                                                                    |                                                                    |                                                                    |
| ------------------------------------------------------------------ | ------------------------------------------------------------------ | ------------------------------------------------------------------ | ------------------------------------------------------------------ | ------------------------------------------------------------------ | ------------------------------------------------------------------ | ------------------------------------------------------------------ | ------------------------------------------------------------------ | ------------------------------------------------------------------ | ------------------------------------------------------------------ |
| 14.                                                                | Lamento (Haruomi Hosono remix)                                     | 2:57                                                               |                                                                    |                                                                    |                                                                    |                                                                    |                                                                    |                                                                    |                                                                    |
| 76:47                                                              |                                                                    |                                                                    |                                                                    |                                                                    |                                                                    |                                                                    |                                                                    |                                                                    |                                                                    |